# Nova Veneza (Goiás)
Nova Veneza é um município brasileiro do estado de Goiás, situado a 29 quilômetros de Goiânia. Localiza-se a uma latitude 16º22'15" sul e a uma longitude 49º19'23" oeste, estando a uma altitude de 806 metros. Sua população estimada em 2018 era de 9 684 habitantes.

## História
A cidade foi elevada à categoria de município através da Lei Estadual nº 2095, de 14 de novembro de 1958. Nova Veneza é conhecida principalmente por sua forte ascendência italiana, bem como o seu festival de culinária típica italiana, realizado em maio.
Formação Administrativa
O distrito de Nova Veneza, anteriormente conhecido como povoado de Santa barbara da Cachoeira, foi criado pela lei municipal nº 250, de 12 de maio de 1927, e subordinado ao município de Anápolis. Nas divisões territoriais de 31 de dezembro de 1936 e 31 de dezembro de 1937, o distrito aparecia como parte de Anápolis. No período de 1939 a 1943, o distrito de Nova Veneza continuou sob a jurisdição de Anápolis. Com o decreto-lei estadual nº 8305, de 31 de dezembro de 1943, o distrito passou a se chamar Goianás. Em 1 de julho de 1955, o distrito de Goianás ainda figurava no município de Anápolis.
A sede municipal foi estabelecida no antigo distrito de Goianás. O município, constituído pelo distrito sede, foi oficialmente instalado em 1º de janeiro de 1959. Em 1º de julho de 1960, o município era composto apenas pelo distrito sede, configuração que se manteve até a divisão territorial de 2007.
Alterações Toponímicas Distritais
O nome do distrito foi alterado de Nova Veneza para Goianás pelo decreto-lei estadual nº 8305, de 31 de dezembro de 1943. Posteriormente, o nome foi revertido de Goianás para Nova Veneza pela lei estadual nº 2295, de 14 de novembro de 1958.
O ultimo agente municipal de Nova Veneza - GO, chamava-se Francisco Pereira de Souza conhecido como Chico Carapina ele atuou até o ano de 1947 e deste ano à 25 de outubro de 1958, o Senhor José Gonçalves Junior, ocupou o cargo como primeiro Sub-prefeito 